# Lewistown (Pennsylvania)
Lewistown ist ein Borough in und Sitz der Countyverwaltung von Mifflin County im US-Bundesstaat Pennsylvania. Es liegt am Juniata River, 98 Kilometer (61 Meilen) nordwestlich von Pennsylvanias Hauptstadt Harrisburg. Das U.S. Census Bureau hat bei der Volkszählung 2020 eine Einwohnerzahl von 8.579 ermittelt.

## Geschichte

### Gründungszeit
Die Stadt wurde im Jahre 1795 gegründet und erhielt ihren Namen von William (genannt „Bill“) Lewis, einem Quäker, der als Mitglied der Legislative auch für die Namensgebung des Ortes zuständig war. Zuvor war die Stadt unter dem Namen Village of Ohesson bekannt.

### Wirtschaftliche Blütezeit
Während des späten 19. Jahrhunderts wurde die Stadt – nicht zuletzt aufgrund ihrer zentralen Lage inmitten von Pennsylvania – zu einem wichtigen Verkehrsknotenpunkt des Staates. Vorerst waren es lediglich einfache Straßen, die durch die Region führten. Durch die Fertigstellung des Pennsylvania Kanals und der Eisenbahn wuchs Mifflin County zu einem bedeutenden Wirtschaftsstandort heran. Lewistown’s Wirtschaft boomte durch die Gründung von Werften sowie Hotellerie und Gastronomie für Handelsreisende.

### Bürgerkrieg
Am 16. April des Jahres 1861 entsandte Lewistown ihre sogenannten „Logan Guards“, eine 1858 gegründete Militiagruppe, nach Washington, D.C., um die Stadt zu verteidigen. Sie waren eine von nur fünf weiteren Truppen, alle aus Pennsylvania, die als erste Truppen überhaupt zur Hauptstadt entsandt wurden. Als Denkmal für diese Männer dient noch heute das Monument Square in Lewistown.

### Gegenwart
Heute steht Lewistown im Schatten von State College, wo die Pennsylvania State University zuhause ist. Weiterhin sind das Embassy Theatre, das McCoy-Haus, das historische Mifflin County Gerichtsgebäude, das Montgomery Ward Building und das Wollner Building im nationalen Register für Historische Orte (National Register of Historic Places) gelistet.

## Geographie
Laut dem United States Census Bureau, hat Lewistown eine Gesamtfläche von 5,2 Quadratkilometern.

## Persönlichkeiten
- D. K. Kelly (1947–2015), Theater- und Filmschauspieler